# Sara Franceschi
Sara Franceschi (Livorno, 1 de febrero de 1999) es una deportista italiana que compite en natación.
Ganó una medalla de bronce en el Campeonato Mundial de Natación de 2024, una medalla de plata en el Campeonato Mundial de Natación en Piscina Corta de 2022, una medalla de bronce en el Campeonato Europeo de Natación de 2022 y una medalla de plata en el Campeonato Europeo de Natación en Piscina Corta de 2021.

## Palmarés internacional
| Campeonato Mundial                  | Campeonato Mundial    | Campeonato Mundial | Campeonato Mundial |
| Año                                 | Lugar                 | Medalla            | Prueba             |
| ----------------------------------- | --------------------- | ------------------ | ------------------ |
| 2024                                | Doha (Catar)          | Medalla de bronce  | 400 m estilos      |
| Campeonato Mundial en Piscina Corta |                       |                    |                    |
| Año                                 | Lugar                 | Medalla            | Prueba             |
| 2022                                | Melbourne (Australia) | Medalla de plata   | 400 m estilos      |
| Campeonato Europeo                  |                       |                    |                    |
| Año                                 | Lugar                 | Medalla            | Prueba             |
| 2022                                | Roma (Italia)         | Medalla de bronce  | 200 m estilos      |
| Campeonato Europeo en Piscina Corta |                       |                    |                    |
| Año                                 | Lugar                 | Medalla            | Prueba             |
| 2021                                | Kazán (Rusia)         | Medalla de plata   | 400 m estilos      |